# Stefan Janusz Bratkowski

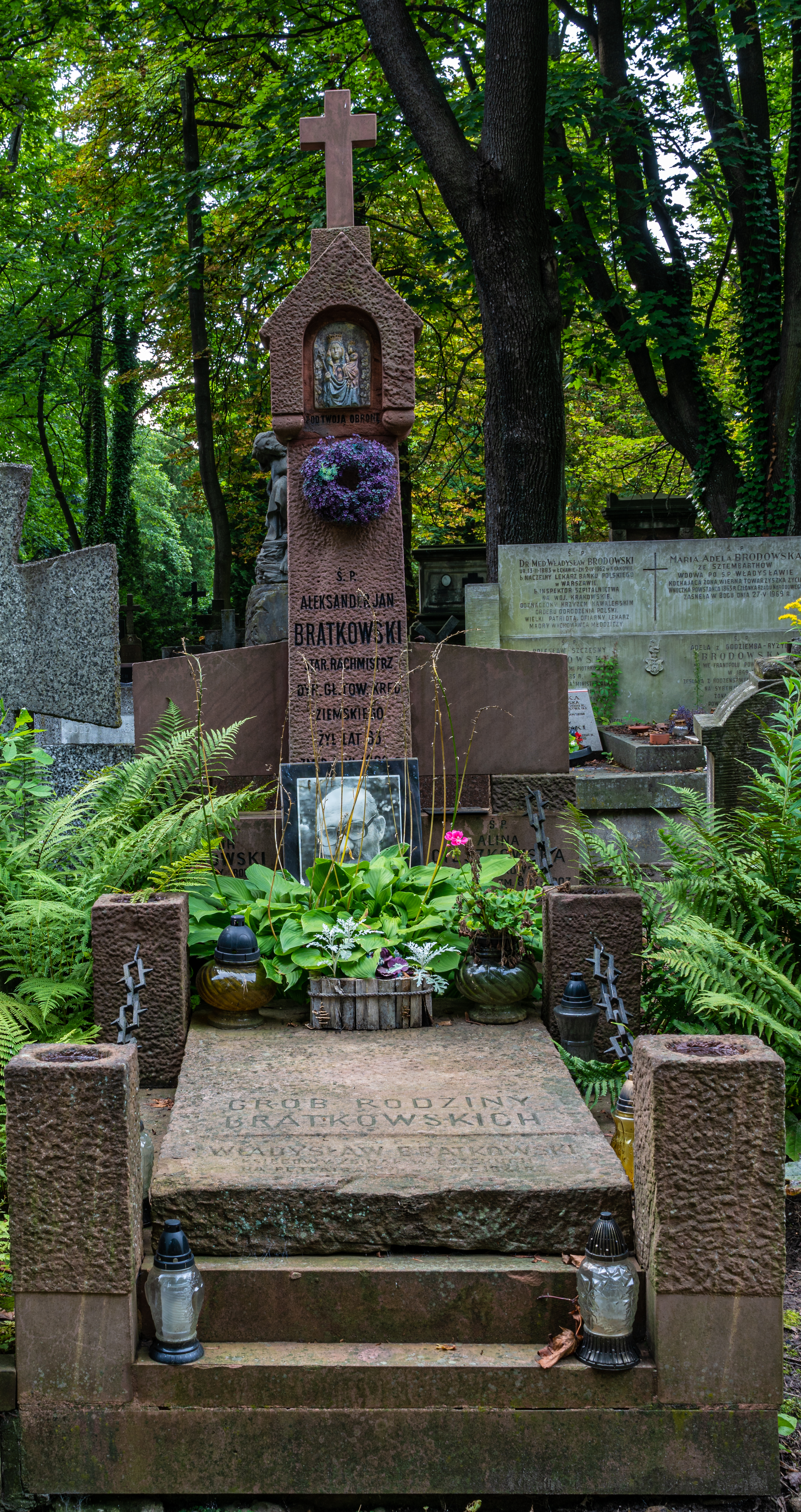
Grób Stefana Janusza Bratkowskiego na cmentarzu Powązkowskim

Stefan Janusz Bratkowski (ur. 25 lipca 1890 w Warszawie, zm. 25 listopada 1941 w Wilnie) – oficer Wojska Polskiego, dyplomata, urzędnik konsularny, oficer Związku Walki Zbrojnej.

## Życiorys
Absolwent Gimnazjum gen. Pawła Chrzanowskiego w Warszawie oraz Politechniki Praskiej (Pražská polytechnica). 
W lipcu 1914 wstąpił do oddziałów strzeleckich. Pod koniec miesiąca został przydzielony do 1. kompanii III baonu 1 Pułku Piechoty Legionów Polskich. 20 września 1914 został ranny pod Nowym Korczynem . W grudniu 1914 leczył się w szpitalu w Wiedniu. Na froncie służył do połowy maja 1915. Następnie był w oddziałach intendentury I Brygady Legionów Polskich. Jesienią 1915 wrócił na front i został przydzielony do Parku Amunicyjnego 1 Pułku Artylerii jako podoficer. W lipcu 1917 zwolniony z LP .
Wstąpił do polskiej służby zagranicznej pełniąc m.in. funkcje: urzędnika MSZ (1919–1921), konsula w Ostrawie (1921), urzędnika w MSZ (1921–1927), w międzyczasie kons. p.o. kier. konsulatu generalnego w Monachium (1926), członka Górnośląskiej Komisji Mieszanej (Gemischte Kommission für Oberschlesien) w Katowicach (1927–1929), radcy MSZ (1929–1931) i delegata na rozmowy polsko-niemieckie (1929–1930), urzędnika w Komisariacie Generalnym RP w Gdańsku (1931–1932), kier. konsulatu we Wrocławiu (1932–1936), zastępcy kier. konsulatu generalnego w Monachium (1936). W składzie redakcji wydawanej w Wilnie podziemnej gazetki „Polska w Walce” (1940–1941).
W czasie pełnienia funkcji konsula we Wrocławiu uratował 150 rodzin niemieckich Żydów o polskich nazwiskach przed hitlerowskim pogromem i pomógł im wyjechać z Niemiec do Polski, skąd udali się na Zachód. Informacje o planach pogromu uzyskał, gdyż pracował również jako oficer wywiadu RP.
8 stycznia 1924 został zatwierdzony w stopniu podporucznika ze starszeństwem z 1 czerwca 1919 i 26. lokatą w korpusie oficerów rezerwy taborowych. Posiadał przydział w rezerwie do 2 Dywizjonu Taborów w Lublinie. W 1934, jako oficer rezerwy pozostawał w ewidencji Powiatowej Komendy Uzupełnień Starogard. Posiadał przydział do Oficerskiej Kadry Okręgowej Nr VIII. Był wówczas „reklamowany na 12 miesięcy”.
Pochowany na cmentarzu Powązkowskim w Warszawie (kwatera 105-3-28).
Ojciec dziennikarza Stefana Bratkowskiego i ekonomisty Andrzeja Bratkowskiego.

## Ordery i odznaczenia
- Krzyż Niepodległości (6 czerwca 1931)[12][13]
- Złoty Krzyż Zasługi (11 listopada 1934)[14]
- Medal Dziesięciolecia Odzyskanej Niepodległości[13]